# HD 240210 b
HD 240210 b는 2009년 6월 10일 Niedzielski 연구진이 하비-에버리 망원경을 이용하여 발견한, 목성질량 6.9배의 외계 행성이다. 이 행성의 어머니 항성은 분광형 K3의 거성 HD 240210으로, 카시오페이아자리 방향으로 지구로부터 약 466광년 떨어져 있다.

## 같이 보기
- BD+14°4559 b
- BD+20°2457 b
- BD+20°2457 c